# اوزر
اوزر (به فرانسوی: Auzers) یک کمون در فرانسه است که در کانتال واقع شده‌است. اوزر ۱۹٫۲۷ کیلومتر مربع مساحت دارد ۷۵۰ متر بالاتر از سطح دریا واقع شده‌است.